# Суперкубок Німеччини з футболу 2024
Суперкубок Німеччини з футболу 2024 — 15-й розіграш турніру після його відновлення (30-й розіграш, враховуючи офіційні та не офіційні матчі турніру). Матч відбувся 17 серпня 2024 року на стадіоні «БайАрена» в місті Леверкузен між чемпіоном Німеччини та володарем кубка Німеччини Баєр 04 та другим призером чемпіонату «Штутгартом».
Перемогу здобув «Баєр 04».
| Володар Суперкубка Німеччини 2024 |
| --------------------------------- |
|                                   |
| «Баєр 04» Перший титул            |

## Передмова
| Клуб            | Попередні виступи (жирним виділено переможців) |
| --------------- | ---------------------------------------------- |
| Баєр Леверкузен | 1 (1993)                                       |
| Штутгарт        | 1 (1992)                                       |

## Матч

### Деталі
| 17 серпня 2024 20:30 CEST |

| Баєр 04                              | 2–2      | Штутгарт                                     |
| ------------------------------------ | -------- | -------------------------------------------- |
| - Боніфейс 11' - Шик 88'             | Протокол | - Мійо 15' - Ундав 63'                       |
|                                      | Пенальті |                                              |
| - Шик - Грімальдо - Гарсія - Тапсоба | 4–3      | - Мійо - Демирович - Кретциг - Ундав - Сілас |

| БайАрена, Леверкузен Глядачів: 30 210 Арбітр: Тобіас Штілер (Гамбург) |

| Баєр 04 | Штутгарт |

| ВР               | 1           | Лукаш Градецький () |     |     |
| ЗХ               | 12          | Едмонд Тапсоба      | 71' |     |
| ЗХ               | 8           | Роберт Андріх       |     | 73' |
| ЗХ               | 3           | П'єро Інкап'є       |     |     |
| ПЗ               | 19          | Натан Телла         |     | 73' |
| ПЗ               | 34          | Граніт Джака        | 61' |     |
| ПЗ               | 24          | Алеш Гарсія         |     |     |
| ПЗ               | 44          | Жанюель Белосьян    |     | 84' |
| ПЗ               | 21          | Амін Адлі           |     | 73' |
| ПЗ               | 11          | Мартен Тер'є        | 37' |     |
| НП               | 22          | Віктор Боніфейс     | 80' | 41' |
| Запасні:         |             |                     |     |     |
| ВР               | 17          | Матей Коварж        |     |     |
| ЗХ               | 4           | Йонатан Та          |     | 41' |
| ЗХ               | 6           | Оділон Коссуну      |     |     |
| ЗХ               | 13          | Артур               |     |     |
| ЗХ               | 20          | Алехандро Грімальдо |     | 84' |
| ЗХ               | 30          | Жеремі Фрімпонг     | 86' | 73' |
| ПЗ               | 7           | Йонас Гофманн       |     |     |
| НП               | 10          | Флоріан Вірц        | 85' | 73' |
| НП               | 14          | Патрик Шик          |     | 73' |
| Головний тренер: |             |                     |     |     |
| Хабі Алонсо      | Хабі Алонсо | Хабі Алонсо         | 43' |     |

| ВР               | 33 | Александер Нюбель        |     |     |
| ЗХ               | 15 | Паскаль Штенцель         | 82' | 83' |
| ЗХ               | 29 | Антоні Руо               |     |     |
| ЗХ               | 24 | Джефф Шабо               | 86' |     |
| ЗХ               | 7  | Максіміліан Міттельштадт |     | 62' |
| ПЗ               | 16 | Атакан Каразор ()        |     |     |
| ПЗ               | 6  | Ангело Штіллер           | 44' | 62' |
| НП               | 18 | Джеймі Левелінг          |     | 62' |
| НП               | 27 | Кріс Фюріх               |     | 77' |
| ПЗ               | 8  | Енцо Мійо                | 78' |     |
| НП               | 9  | Ермедин Демирович        | 71' |     |
| Запасні:         |    |                          |     |     |
| ВР               | 1  | Фабіан Бредлов           |     |     |
| ЗХ               | 3  | Рамон Гендрікс           |     |     |
| ЗХ               | 13 | Франс Кретциг            |     | 62' |
| ПЗ               | 5  | Яннік Кейтель            |     | 83' |
| ПЗ               | 32 | Фабіан Рідер             |     |     |
| НП               | 11 | Нік Волтемаде            |     |     |
| НП               | 14 | Сілас Катомпа Мвумпа     |     | 62' |
| НП               | 17 | Джастін Діль             |     | 77' |
| НП               | 26 | Деніз Ундав              |     | 62' |
| Головний тренер: |    |                          |     |     |
| Себастьян Генесс |    |                          |     |     |

| Гравець матчу: Деніз Ундав (Штутгарт) Асистенти арбітра: Крістіан Гіттельман (Гауерсгайм) Йонас Вайкенмаєр (Бад-Гомбург) Четвертий арбітр: Флоріан Екснер (Мюнстер) Відеоасистент арбітра: Паскаль Мюллер (Фройденталь) Асистент відеоасистента арбітра: Юстус Цорн (Фрайбург) | Правила матчу - 90 хвилин - Якщо результат залишається нічийним, то призначаються післяматчеві пенальті - Допускається максимум дев'ять футболістів у списку на заміну. |